# Pollenia corinneae
Pollenia corinneae är en tvåvingeart som beskrevs av Gosseries 1989. Pollenia corinneae ingår i släktet vindsflugor, och familjen spyflugor. Inga underarter finns listade i Catalogue of Life.